# 筑前山手站
筑前山手站（日语：／ Chikuzen-Yamate eki */?）是位於福岡縣糟屋郡篠栗町大字篠栗2279番，九州旅客鐵道（JR九州）的篠栗線（福北豐線）車站。車站編號為JC07。

## 歷史
- 1968年（昭和43年）5月25日 - 日本國有鐵道篠栗線篠栗站至桂川站之間開通，此站啟用。
- 1987年（昭和62年）4月1日 - 伴隨國鐵分割民營化，車站由九州旅客鐵道（JR九州）營運[1][2][3]。
- 2009年（平成21年）3月1日 - 此站可以使用IC卡「SUGOCA」[4]。

## 車站構造
車站是一座高架車站，設有1面1線的單式月台。在篠栗線電氣化後，此站為雖一一個不可列車交會的篠栗線車站。車站位於山中的高架橋上。由於車站位於高架橋上，因此設有樓梯塔連接地面與月台之間，該塔內設有約80級樓梯。此站沒有電梯或升降機。
此站是無人車站。此站可使用SUGOCA。此站可使用SUGOCA，但是不能購買SUGOCA，只可為SUGOCA增值。在樓梯下方設有自動售票機（有一度門於機前）。曾經在月台旁設有候車室，但由於售票機曾經被破壞，因此遷移至現時的場地。此站雖然是無人車站，但是2、3、4卡編成的一人控制列車中，所有車門都會打開。
快速、特急列車中，由於車站前後設有緩和曲線，因此可高速通過此站。

## 車站周邊
從月台可看見八木山繞道。於車站下的道路為國道201號，國道與篠栗線並行。由於車站位於山中，因此周邊沒有大規模設施，只有篠栗新四國八十八箇所靈場的朝聖者為對象的土產店與旅館。
- 鳴淵壩（日语：鳴淵ダム）
- 山手公民館
- 港屋（土產物屋）
- 篠栗四國第十一號札所
- 篠栗四國第五十二號札所

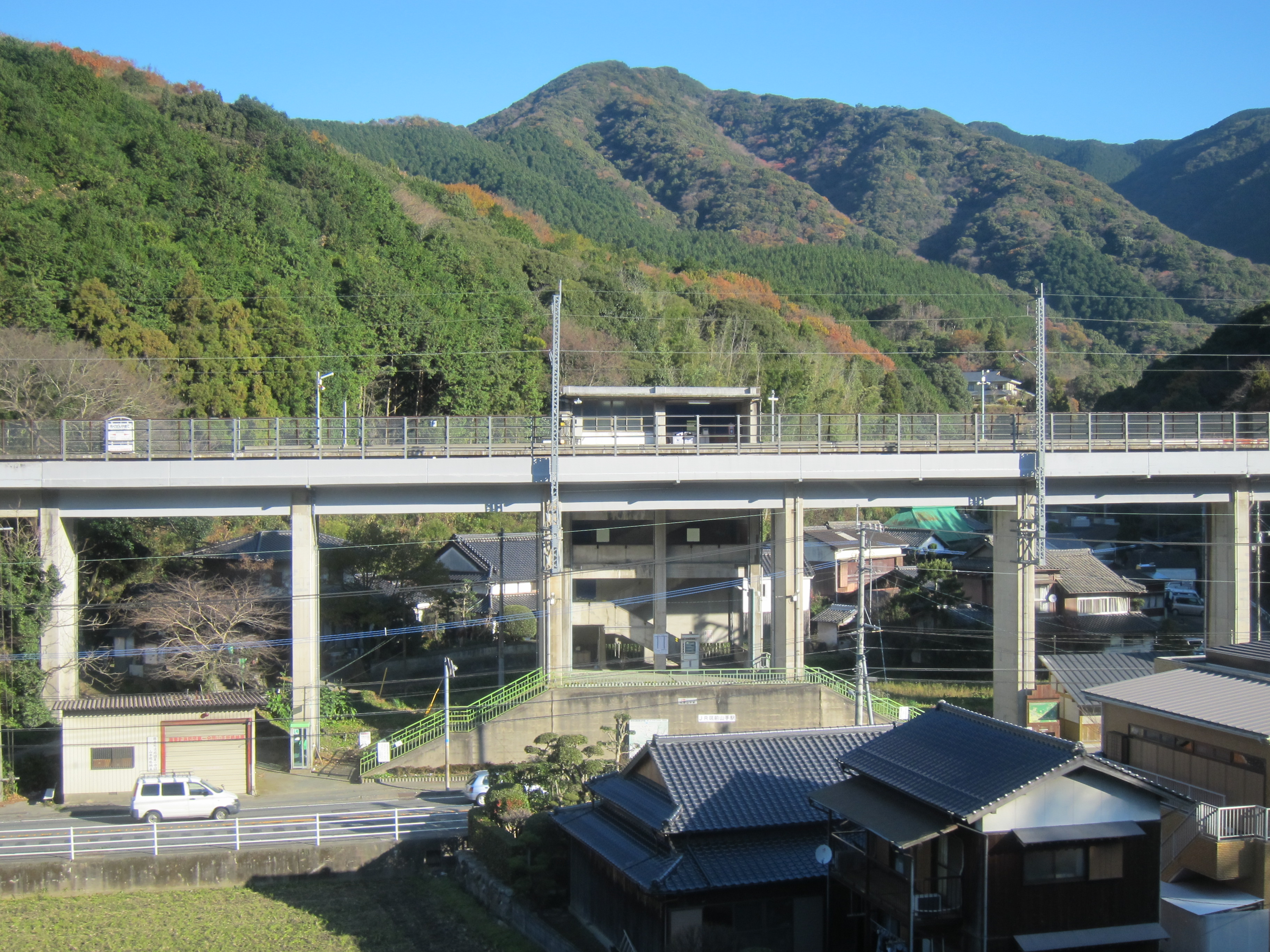
從八木山繞道觀看車站全景(2011年)。
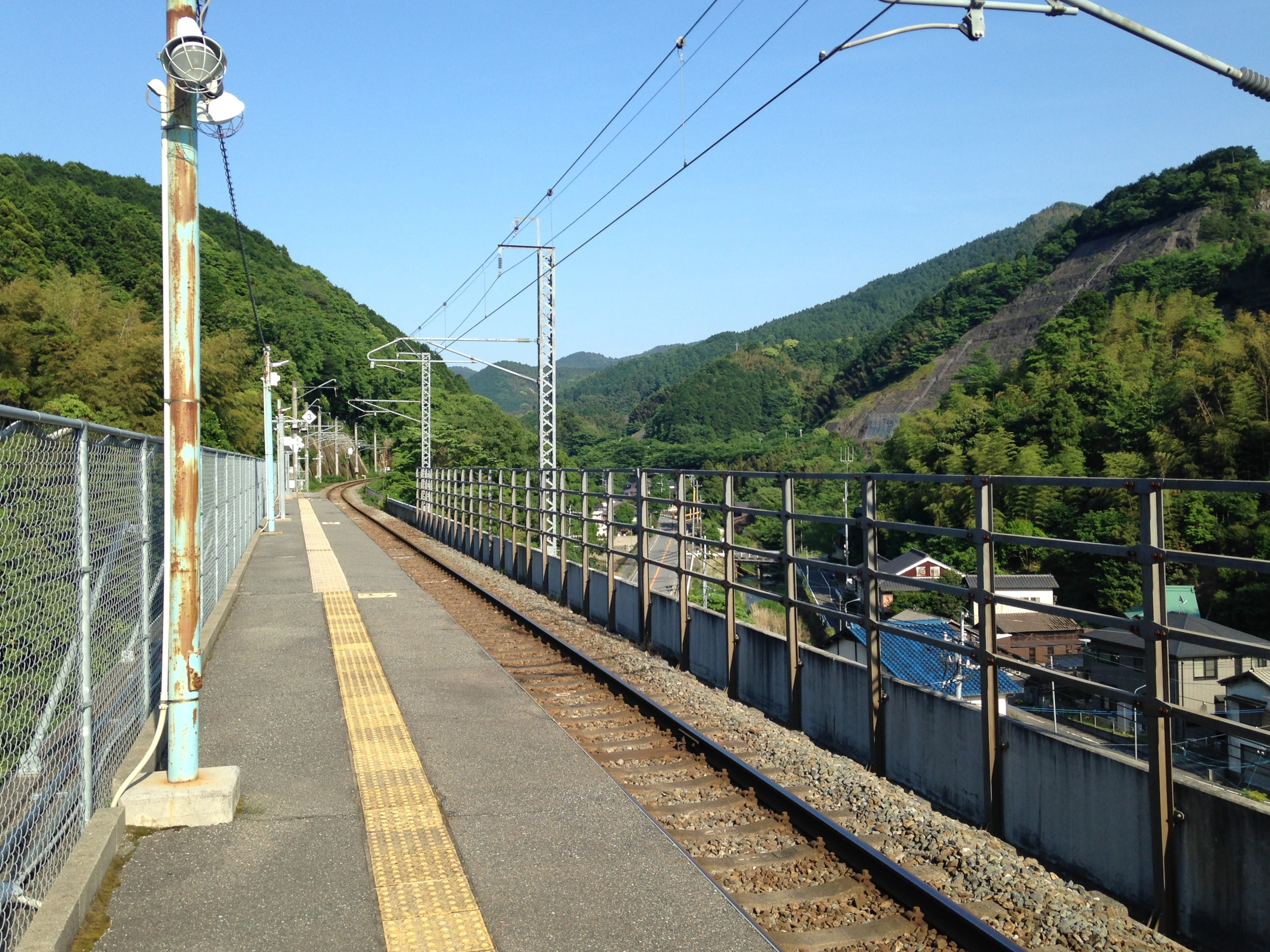
月台。後方為桂川方向(2016年)。
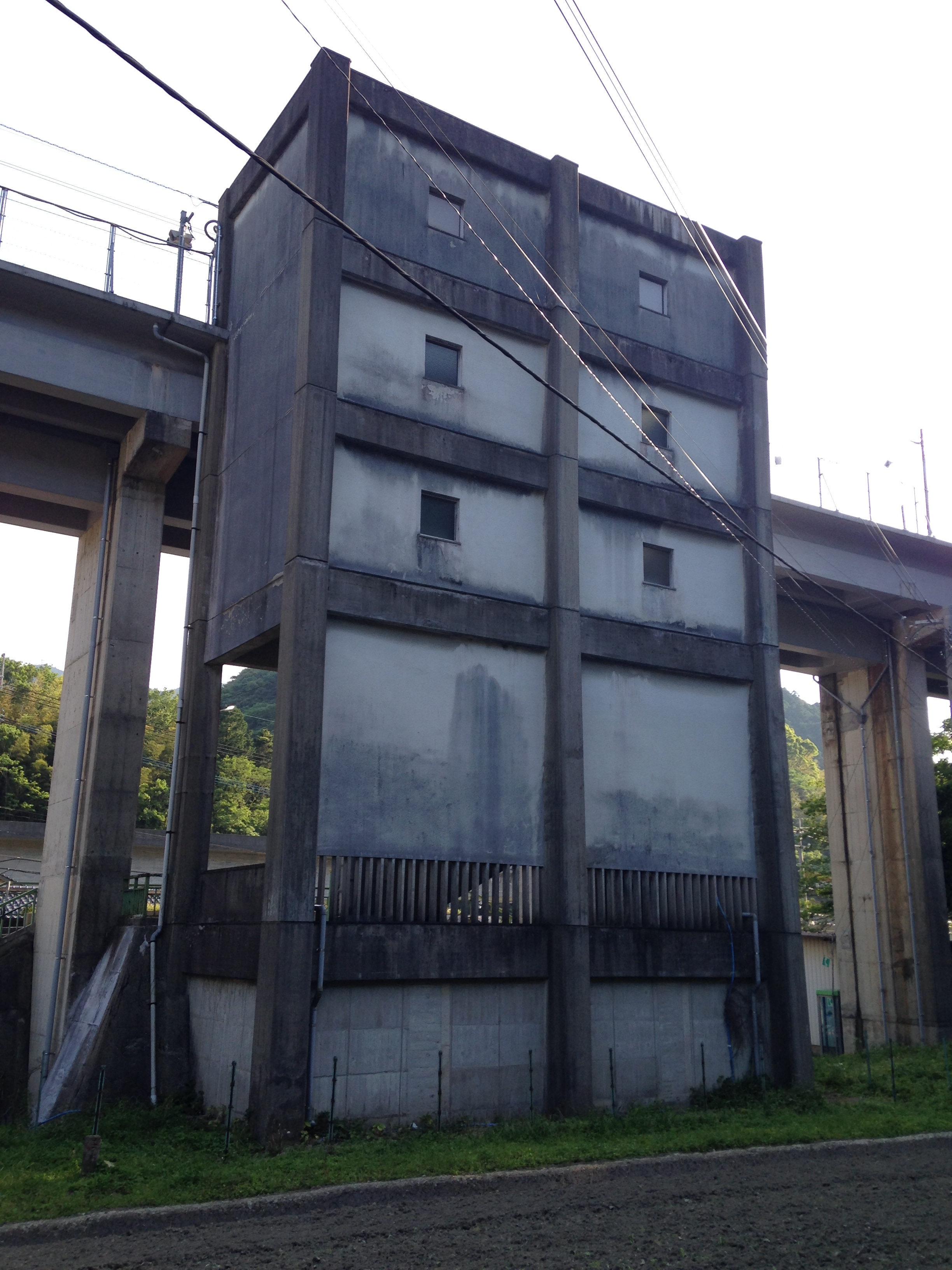
樓梯(2016年)。

## 巴士路線
在站前設有西鐵巴士（西鐵巴士筑豐）「山手」巴士站，以及Oasis篠栗巡回巴士「山手」巴士站。

### 西鐵巴士
平日每日只有1班巴士前往天神方向。於星期六、日及假日暫停。沒有二瀨川方向的路線。
- 31（日语：西鉄バス筑豊#篠栗線） : 二瀨川－山手－日之浦口－篠栗－長者原（日语：長者原）－二又瀨－妙見－天神－大濠公園

### Oasis篠栗巡回巴士
篠栗町的社區巴士，每日設有2班。免費乘坐。在町內巴士路線中，社區巴士較西鐵巴士方便。
- 城戶路線 : Oasis篠栗－大勢門－山手－內住－鄉之原

## 相鄰車站
九州旅客鐵道（JR九州）
 福北豐線（篠栗線）
■快速
通過
■普通
城戶南藏院前（JC08）－筑前山手（JC07）－篠栗（JC08）

## 注腳
1. ↑  九州鉄道百年祭実行委員会・百年史編纂部会 (编).  初版. 九州旅客鉄道. 1988: 181 （日语）.
2. ↑  『交通年鑑 昭和63年版』 交通協力會，1988年3月。
3. ↑  今村都南雄 『民営化の效果と現実NTTとJR』 中央法規出版，1997年8月。ISBN 978-4805840863
4. ↑  . 交通新聞 (交通新聞社). 2009-03-03: 1 （日语）.
5. ↑  SUGOCA 利用可能エリア （页面存档备份，存于）（日語） 九州旅客鐵道，截至平成28年3月26日（2016年10月5日參閲）。

## 外部連結
- 筑前山手（車站資訊） - 九州旅客鐵道（日語）